# Kurt Kremm
Kurt Kremm (* 6. November 1963 in Schwäbisch Gmünd) ist ein ehemaliger deutscher Fußballspieler, der 1991 in der Bundesliga zweimal für den FC Bayern München zum Einsatz kam.

## Karriere
Kremm begann in Herrenberg, 30 km südwestlich von Stuttgart beim ortsansässigen VfL Herrenberg mit dem Fußballspielen. Dem Jugendalter entwachsen spielte er von 1983 bis für eine Vielzahl unterklassiger Vereine aus Baden-Württemberg, mit Ausnahme der Saison 1991/92. In dieser Spielzeit gehörte er als Vertragsamateur dem Bundesligisten FC Bayern München an, bestritt 23 Spiele für die zweite Mannschaft in der Bayernliga und kam zweimal als Einwechselspieler zu Bundesligaspielen.
Sein Debüt gab er am 23. August 1991 (5. Spieltag) beim 2:0-Sieg im Auswärtsspiel gegen Dynamo Dresden mit Einwechslung für Roland Grahammer in der 74. Minute. Sein zweites Spiel bestritt er am 31. August 1991 (7. Spieltag) beim 1:1-Unentschieden im Auswärtsspiel gegen den 1. FC Köln, als er in der 71. Minute für Michael Sternkopf eingewechselt wurde.
Nach dem „Gastspiel“ in Bayern kehrte Kremm zum württembergischen Verbandsligisten SpVgg Renningen zurück. Nach nur einer Spielzeit agierte er ebenfalls nur eine Saison beim Oberligisten GSV Maichingen, einem Stadtteil-Verein von Sindelfingen, bei den Stuttgarter Kickers in der Regionalliga Süd und bei dem Verein, bei dem seine Fußball-Karriere im Seniorenbereich begann, beim Verbandsligisten VfL Sindelfingen. Für die Stuttgarter Kickers bestritt er 11 Regionalligaspiele, wobei ihm am 20. August 1994 (4. Spieltag) beim 3:0-Sieg im Heimspiel gegen Kickers Offenbach mit dem Führungstreffer zum 1:0 in der 36. Minute sein einziges Tor gelang. Zudem kam er in den ersten drei Runden um den DFB-Pokal zum Einsatz, bevor die Mannschaft am 1. November 1994 im Achtelfinale gegen den FC Schalke 04 mit 0:2 aus dem Wettbewerb ausschied.
Zwei Jahre war er für den Oberligisten 1. FC Pforzheim aktiv, bevor eine sechs Jahre währende Spielzeit beim VfL Herrenberg folgte. 2006 war nicht nur Spieler des TSV 1905 Schönaich im Landkreis Böblingen, sondern auch gleichzeitig C-Trainer. 2007 schloss er sich dem Landesligisten SV Nehren und beendete dort nach zwei Spielzeiten am 30. Juni 2009 seine Karriere. Im September 2014 wurde Kremm im Alter von 52 Jahren beim württembergischen TSV Ofterdingen reaktiviert und bestritt in der Saison 2014/15 elf Punktspiele in der Bezirksliga Alb, wobei ihm auch ein Tor gelang.